# Hexatoma (Eriocera) aegle
Hexatoma (Eriocera) aegle is een tweevleugelige uit de familie steltmuggen (Limoniidae). De soort komt voor in het Oriëntaals gebied.